# Acanthametropodidae
Acanthametropodidae (лат.) — cемейство подёнок.

## Описание
У самцов бедра передних ног в два раза длиннее передних голеней. Кубитальное поле на передних крыльях короткое с несколькими соединяющимися жилками. Половые лопасти у самцов сросшиеся. Переднегрудь у личинок с шипом, лапки с длинными коготками, превышающими длину голеней.

## Экология
Личинки хищники, живут в реках с песчаным грунтам.

## Классификация
В 1963 году Джордж Эдмундс выделил в семействе Siphlonuridae подсемейство Acanthametropodinae, которое объединяло четыре рода: Analetris, Acantametropus, Siphluriscus и Stackelbergisca. В 1974 году Джорж Демулен предложил рассматривать род Analetris в составе самостоятельного подсемейства Analetridinae, а также исключил из Acanthametropodinae роды Siphluriscus и Stackelbergisca. В 1994 году Уильям МакКафферти и Т.-К. Ванг подняли статус Acantametropodinae до семейства, включив в него только роды Analetris и Acantametropus. В современной фауне известно три вида и один вид известен в ископаемом из балтийского янтаря.
- Acanthametropus Tshernova, 1948
  - Acanthametropus nikolskyi Tshernova, 1948
  - Acanthametropus pecatonica (Burks, 1953)
- Analetris Edmunds, 1972
  - Analetris eximia Edmunds, 1972
  - † Analetris secundus Godunko & Klonowska-Olejnik, 2006

## Распространение
Встречаются в голарктической области.